# Фецень (Вилча)
Фецень, Фецені (рум. Fețeni) — село у повіті Вилча в Румунії. Адміністративно підпорядковане місту Римніку-Вилча.
Село розташоване на відстані 150 км на північний захід від Бухареста, 4 км на схід від Римніку-Вилчі, 98 км на північний схід від Крайови, 111 км на південний захід від Брашова.

## Населення
За даними перепису населення 2002 року у селі проживали 299 осіб, усі — румуни. Усі жителі села рідною мовою назвали румунську.